# Richard Augustin Marriott Basset
Richard Augustin Marriott Basset, britanski general, * 1891, † 1954.